# Миллс, Энсон
Энсон Миллс (англ. Anson Mills; 31 августа 1834 — 5 ноября 1924) — геодезист, изобретатель, предприниматель и офицер армии США, участник Гражданской войны и Индейских войн.

## Биография

### Ранние годы
Энсон Миллс родился на ферме близ городка Торнтаун, в штате Индиана, первым из девяти детей. Его родители, Джеймс Миллс и Сара Кенуорти, принадлежали к квакерам, но он никогда не проявлял особого интереса к религии. В молодости Миллс работал на ферме, позднее стал опытным плотником и ткачом. В 1855 году он поступил в Военную академию США, но в 1857 году был отчислен за неуспеваемость. Вместо того, чтобы вернуться домой, он отправился в Техас, где работал геодезистом. Миллс был назначен окружным инспектором и обследовал форты Китман, Дэвис, Стоктон и Блисс, которые были расположены в Западном Техасе. Он также принял участие в постройке Оверленд-билдинга, здания, которое в течение 30 лет оставалось самым большим сооружением в Эль-Пасо. Миллс составил первоначальный план этого города и начертил карту улиц Эль-Пасо.
Когда началась Гражданская война Миллс был зачислен в 18-й пехотный полк регулярных войск США в звании первого лейтенанта. Он принял участие в сражениях при Шайло и при Стоун-Ривер, в битве при Чикамоге и в других столкновениях с конфедератами, но при этом его карьера осталась ничем не примечательна. К концу войны он дослужился до звания капитана и утверждал, что не пропустил ни одного дня службы ни по какой причине.

### Индейские войны
С 1865 по 1893 год Миллс оставался на службе в армии, в основном участвуя в кампаниях против индейцев. Когда началась война за Чёрные Холмы, он в чине капитана сражался в армии Джорджа Крука против северных шайеннов и сиу.
9 июня 1876 года Миллс командовал батальоном в сражении при Прейри-Дог-Крик, а через несколько дней участвовал в одном из крупнейших сражений с индейцами Великих равнин — Битве при Роузбад. После разгрома Кастера при Литтл-Бигхорн армия Джорджа Крука продолжала преследование, но вскоре начала испытывать нехватку припасов. Многие солдаты были вынуждены есть мулов и лошадей. Колонна под командованием Миллса была отправлена в Дэдвуд, городок нелегальных золотоискателей в Блэк-Хилс, чтобы найти припасы, и по пути случайно наткнулась на лагерь вождя Американского Коня у Слим-Бьюттс. Вечером 8 сентября 1876 года капитан со своими 150 солдатами из 3-го кавалерийского полка США окружил лагерь миннеконжу из 37 типи и атаковал его на следующее утро, убивая всех, кто оказывал сопротивление. Захваченные врасплох, индейцы бежали со смертельно раненным вождём и 15 женщинами и детьми, спрятавшимися в ближайшем овраге. Миннеконжу отбивались, пока не подошёл Крук с подкреплением, и вынудил их сдаться. За свою роль в битве при Слим-Бьюттс Миллс всегда считал, что заслужил Медаль Почёта, хотя так и не получил её. В дальнейшем он дослужился до звания полковника и был назначен бригадным генералом в 1897 году, после чего вышел в отставку.

### Поздние годы
Вскоре после Гражданской войны Миллс начал совершенствовать патронную ленту, пытаясь сделать её без шитья. Усовершенствованная лента была принята на вооружение армии США, но численность, необходимая пограничной армии, была невелика. В начале Испано–американской войны Миллс и его партнёры расширили своё производство, чтобы производить тысячу лент в день, но быстрое завершение войны оставило их практически банкротами. Через год началась Вторая англо-бурская война и Миллс вскоре получил заказ от британского правительства. Сделав небольшое состояние к 1905 году, он продал свою долю в компании.
Энсон Миллс умер 5 ноября 1924 года в Вашингтоне и был похоронен на Арлингтонском национальном кладбище